# 米澤光治
米澤 光治（よねざわ こうじ、1967年〈昭和42年〉7月18日 - ）は、日本の政治家。福井県敦賀市長（1期）、元・敦賀市議会議員（1期）。

## 来歴
福井県敦賀市生まれ。敦賀市立黒河小学校、敦賀市立粟野中学校、福井県立武生高等学校を経て、筑波大学卒業。筑波大学大学院修了 (理工学修士)。修了後は積水化学工業に入社し、大阪府内で勤務する。1993年米国カリフォルニア大学バークレー校に留学し、客員研究員となる。その後帰郷し、敦賀市内にある原電事業（原子力発電所関係会社）に就職する
2015年敦賀市議会議員選挙に立候補し、トップで当選する。議会では議会運営委員会委員長、広報公聴委員会委員長、文教厚生常任委員会副委員長、原子力発電所特別委員会副委員長などを務める。
2019年の敦賀市長選挙に立候補するが、現職の渕上隆信に敗れ、落選。
2023年の敦賀市長選挙に再び立候補し、元市議を破り、初当選した。